# Югорский проезд
Юго́рский проезд — улица на северо-востоке Москвы в Ярославском районе Северо-Восточного административного округа между Малыгинским проездом и Холмогорской улицей.

## История
В городе Бабушкине до его вхождения в 1960 года в черту Москвы находились Краснофлотская и Железнодорожная улицы. 29 августа 1964 года они были объединены и новый проезд был назван по древней Югорской земле между Печорой и Обью в связи с расположением в северо-восточной части Москвы.

## Расположение

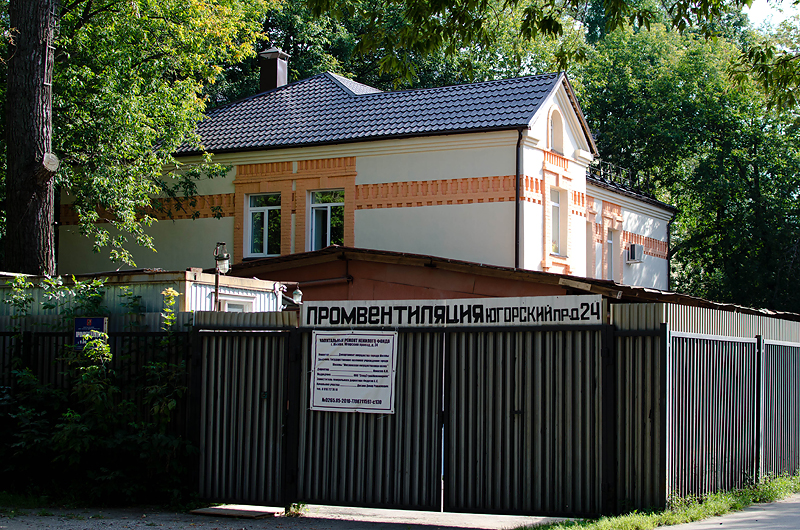
Дом № 24 на Югорском проезде

Югорский проезд проходит вдоль Ярославской железнодорожной линии и параллельно Анадырскому проезду на противоположной стороне железной дороги. Идёт с юго-запада на северо-восток, начинается от Малыгинского проезда, пересекает улицу Егора Абакумова, проходит у платформы Лось и оканчивается на Холмогорской улице.

## Учреждения и организации
- № 24 — бывшая школа деревни Малые Мытищи, в настоящее время здание используется в качестве мастерской фирмы «Промвентиляция».